# Qiannan

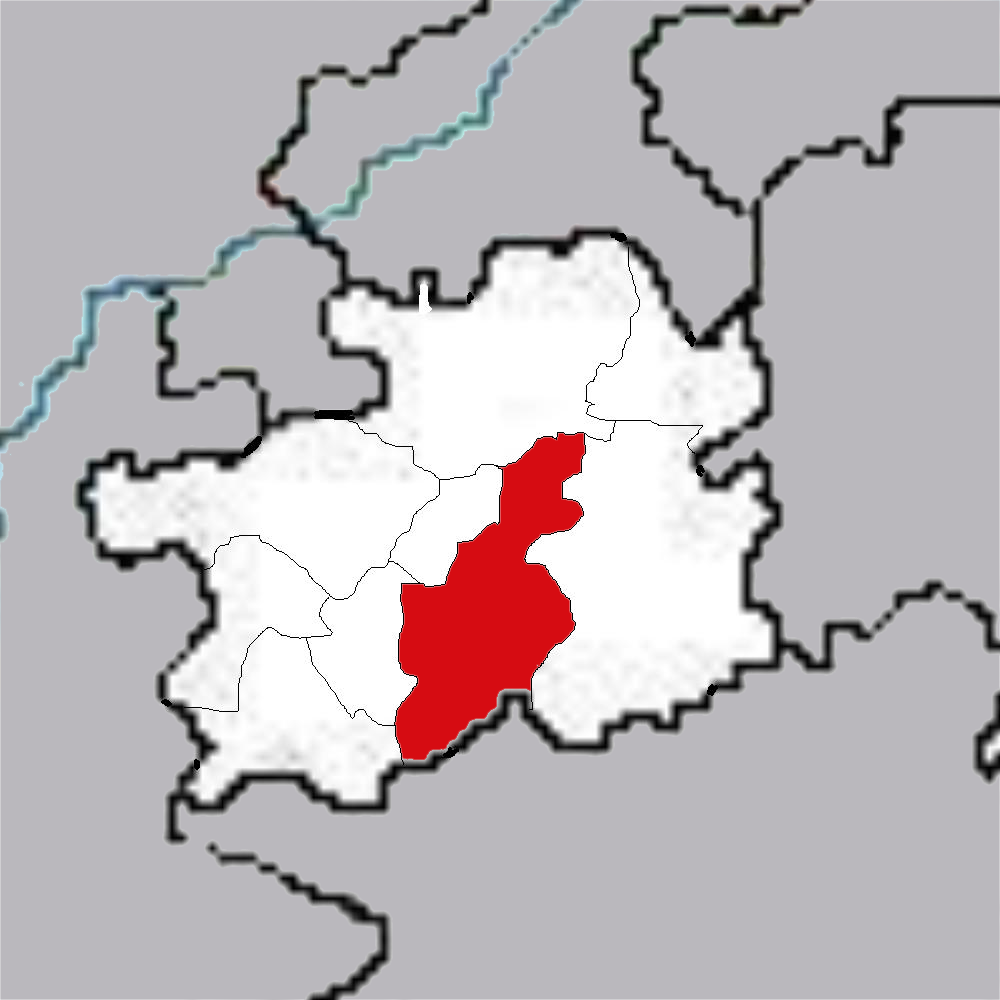
Lage Qiannans in Guizhou

Der autonome Bezirk Qiannan der Bouyei und Miao (黔南布依族苗族自治州,  Qiánnán Bùyīzú Miáozú zìzhìzhōu) liegt im Süden der chinesischen Provinz Guizhou. Qiannan hat eine Fläche von 26.154 km² und 3.494.385 Einwohner (Stand: Zensus 2020).

## Administrative Gliederung
Auf Kreisebene setzt sich Qiannan aus zwei kreisfreien Städten, neun Kreisen und einem autonomen Kreis zusammen. Diese sind (Stand: Ende 2018):
- Stadt Duyun (都勻市), 2.295 km², 468.900 Einwohner, Bezirkshauptstadt, politisches, kulturelles und ökonomisches Zentrum des autonomen Bezirks;
- Stadt Fuquan (福泉市), 1.694 km², 296.900 Einwohner;
- Kreis Libo (荔波县), 2.411 km², 132.400 Einwohner, Hauptort: Großgemeinde Yuping (玉屏镇);
- Kreis Guiding (贵定县), 1.625 km², 243.300 Einwohner, Hauptort: Großgemeinde Chengguan (城关镇);
- Kreis Weng’an (瓮安县), 1.961 km², 394.300 Einwohner;
- Kreis Dushan (独山县), 2.436 km², 272.200 Einwohner, Hauptort: Großgemeinde Chengguan (城关镇);
- Kreis Pingtang (平塘县), 2.790 km², 242.000 Einwohner, Hauptort: Großgemeinde Pinghu (平湖镇);
- Kreis Luodian (罗甸县), 3.010 km², 261.700 Einwohner, Hauptort: Großgemeinde Longping (龙坪镇);
- Kreis Changshun (长顺县), 1.543 km², 188.700 Einwohner, Hauptort: Großgemeinde Changzhai (长寨镇);
- Kreis Longli (龙里县), 1.528 km², 162.100 Einwohner, Hauptort: Großgemeinde Longshan (龙山镇);
- Kreis Huishui (惠水县), 2.478 km², 358.500 Einwohner, Hauptort: Großgemeinde Heping (和平镇);
- autonomer Kreis Sandu der Sui (三都水族自治县), 2.385 km², 271.100 Einwohner, Hauptort: Großgemeinde Sanhe (三合镇).

## Ethnische Gliederung der Bevölkerung (2000)
Beim Zensus im Jahr 2000 hatte Qiannan 3.569.847 Einwohner (Bevölkerungsdichte: 136,22 Einw./km²).
| Name des Volkes | Einwohner | Anteil  |
| --------------- | --------- | ------- |
| Han             | 1.548.120 | 43,37 % |
| Bouyei          | 1.158.710 | 32,46 % |
| Miao            | 477.347   | 13,37 % |
| Sui             | 286.862   | 8,04 %  |
| Maonan          | 30.958    | 0,87 %  |
| Zhuang          | 13.226    | 0,37 %  |
| Dong            | 11.337    | 0,32 %  |
| Yao             | 11.149    | 0,31 %  |
| She             | 7130      | 0,2 %   |
| Yi              | 6927      | 0,19 %  |
| Tujia           | 4753      | 0,13 %  |
| Gelao           | 3001      | 0,08 %  |
| Mulam           | 2223      | 0,06 %  |
| Hui             | 2116      | 0,06 %  |
| Sonstige        | 5988      | 0,17 %  |